# NGC 1671
NGC 1671 je galaksija u zviježđu Orionu.

## Vanjske poveznice
- SEDS: NGC 1671